# كاميرون مان
كاميرون مان هو لاعب هوكي الجليد كندي، ولد في 20 أبريل 1977 في تومبسون في كندا.

## وصلات خارجية
- كاميرون مان على موقع دوري الهوكي الوطني (الإنجليزية)
- كاميرون مان على موقع EliteProspects.com (الإنجليزية)
- كاميرون مان على موقع Eurohockey.com (الإنجليزية)
- كاميرون مان على موقع HockeyDB.com (الإنجليزية)
- كاميرون مان على موقع Hockey-Reference.com (الإنجليزية)